# Замок Миранда
Замок Миранда (фр. Château Miranda), также известный как Замок Нуази (фр. Château de Noisy) — замок 19-го века построенный в нео-готическом стиле в городе Сель, провинция Намюр, Бельгия.
Строительство замка началось в 1866 году по проекту английского архитектора Эдварда Милнера. Замок был задуман как летняя резиденция семьи Liedekerke De Beaufort. Однако архитектор скончался до окончания постройки и замок достраивался уже без него. Окончание строительства произошло в 1907 году. В 1950 году «Замок Миранда» получил новое название «Замок Нуази» и поступил под управление Министерства транспорта Бельгии. Она использовала его как лагерь отдыха для детей. В 1970-х годах эксплуатация замка прекратилась, а в 1991 году он был окончательно заброшен. Работы по сносу начались в 2016 году на фоне беспокойства по поводу структурной устойчивости здания. Снос начался в октябре 2016 года со снятия крыши. К октябрю 2017 года замок был полностью разрушен. Последней частью, которую нужно было убрать, была центральная башня.